# Partnertausch
Partnertausch bezeichnet eine sexuelle Praxis, in welcher zwei Paare, die in festen Beziehungen  (z. B. Ehe) leben, die Partner tauschen (siehe auch Casual Sex). 
Der Partnertausch wird oft in organisierter Form praktiziert, jemand, der daran teilnimmt, wird als Swinger bezeichnet. Neben kommerziellen Swinger-Clubs gibt es auch private Swingerpartys oder Swingertreffen. Insbesondere bei Swingerpartys ist es schwierig, die Abgrenzung gegenüber Orgien und Gruppensex vorzunehmen.

## Motivation und Zielsetzung
Partnertausch kann vielerlei Motivationen haben (siehe auch unten). Bei vielen Paaren ist es einfach das gegenseitige Eingestehen, „mal mit jemand anderem“  sexuellen Kontakt haben zu wollen. Obwohl der größte Teil der Menschen sich in Gedanken oder Träumen so etwas vorstellt, trauen sich die wenigsten, mit ihrem Partner darüber zu reden.
Partnertausch kann nach Meinung von Befürwortern neuen Schwung und neue Ideen in eine Partnerschaft bringen. Eine Beziehung kann durch Partnertausch jedoch auch zerstört werden, sofern Gefühle wie Eifersucht nicht bewältigt werden. Außerdem wird der Partnertausch von Kritikern, auch da, wo er im gegenseitigen Einvernehmen erfolgt, als eine tendenzielle Abwertung des ersten Partners interpretiert. Dieser werde als zumindest teilweise uninteressant oder ungenügend angesehen. Schließlich – so die Auffassung von Kritikern, wie der katholischen Kirche – entwürdigt der Partnertausch alle darin involvierten Personen, da sie sich gegenseitig primär als Objekt der gegenseitigen sexuellen Bedürfnisbefriedigung und nicht als Personen mit Sehnsucht nach Liebe und Treue wahrnehmen.
Folgende Elemente werden einem Reiz-Motivation-Kontinuum zugeordnet:
- Angst/Reiz des Fremden
- Reiz der neuen Erfahrung
- Voyeurismus allgemein
- Voyeurismus gegenüber dem eigenen Partner
- Selbstbestrafung durch die mit negativen Gefühlen verbundene Beobachtung des eigenen Partners beim Fremdgehen
- sexuelle Befriedigung
- Selbstbestätigung zur Akzeptanz eines anderen Paares

## Häufigkeit und Wandel
Bei einer dreijährigen Studie Ende der 1960er Jahre zum Verhalten von Swingern und partnertauschenden Paaren ging Bartell, ein Professor für Anthropologie von der Northern Illinois University, von einer Verbreitung des Phänomens Partnertausch bei einem Prozent der Bevölkerung aus. Danach, insbesondere in den 1970ern, verändert sich die Einstellung zum Sexualverhalten, Treue und Ausleben von Fantasien, beispielsweise gefördert durch die effektive Schwangerschaftsverhütung mit der Pille und ein verändertes, emanzipiertes Selbstverständnis vieler Frauen. Retrospektiv beschreibt Nancy Friday diesen Wandel in ihrem 1991 erschienenen Buch Women on Top: How Real Life Has Changed Women's Sexual Fantasies. diese Veränderung der Bedürfnisse und der Fantasien der Frauen allgemein, während sie dieses geänderte Verhalten bei Männern bereits 1980 im Buch „Men in Love: Male Sex Fantasies: The Triumph of Love over Rage“ darstellt. Diese geänderten Möglichkeiten seine Wünsche und Fantasien auszuleben, zu denen laut Fridays und anderer Forschungen auch der Partnertausch gehört, stimmt mit der Steigerung der Erfahrungen mit Partnertausch oder einer Menage a trois von einem Anteil von 2 % der verheirateten Paare 1978 auf einen Anteil von 5 % der Bevölkerung überein. Die tatsächliche Zahl dürfte heute höher liegen, da sich seit der letzten Studie im Jahre 1988 die Verfügbarkeit von Swinger-Clubs und die Möglichkeiten der privaten Kontaktaufnahme über das Internet vereinfacht haben.

## Strafrechtliche Verfolgung in Deutschland im 20. Jahrhundert
Von 1900 bis 1968 (DDR) bzw. 1973 (Bundesrepublik Deutschland) machten sich bei einem Partnertausch von Ehepaaren die Ehemänner wegen schwerer Kuppelei (§ 181 Nr. 2 StGB a. F.) strafbar.

## Partnertausch in der Literatur
Die unterschiedlichen Konstellationen und Motive des Partnertauschs kommen in der erotischen Fiktion wie auch der Literatur vor. Beispiele dafür sind in älteren Schriften zu finden, in Shakespeares „Sommernachtstraum“, Kleists „Amphitryon“, G. E. Lessings „Freigeist“ sowie bei Johann Wolfgang von Goethe, der sich in „Wahlverwandtschaften“ damit auseinandersetzt. Später beschäftigen sich John Irving in „Eine Mittelgewichts-Ehe“ und Kurt Tucholsky in „Schloß Gripsholm“ mit dem Partnertausch als literarischen Motiv, der nicht zwangsläufig nur einen erotischen Charakter hat, sondern auch anderen Zielen, wie der Stabilisierung einer Freundschaft, dienen kann.
Eine weitere Annäherung an das Thema im Stil der Oper ist Mozarts „Così fan tutte“ (Libretto von Lorenzo da Ponte), in der der unbewusste und provozierte Partnertausch letztendlich zum guten Ende führt, nicht ohne vorher durch Verwirrung, Eifersucht und Zweifel die Liebe der Protagonisten zueinander zu hinterfragen. Hier tritt, wie auch in einigen anderen Werken, ein Mittler auf, der den Partnertausch anstiftet respektive begleitet.
Der italienische Renaissancedichter Matteo Bandello schrieb eine andere Variante; sie wurde 1924 vom Schweizer Komponisten Pierre Maurice als Libretto zur komischen Oper La nuit tous les chats sont gris (Nachts sind alle Katzen grau) verarbeitet: zwei venezianische Nachbarsfrauen finden heraus, dass ihre Männer jeweils in die Frau des/der anderen verliebt sind. Sie arrangieren ein Rendezvous, bei dem die Männer jeweils statt ihrer Geliebten ihre Frau vorfinden; da die beiden Treffen in einer mondlosen Nacht stattfinden, bemerken die Männer den Tausch erst spät. Die Oper endet mit einer Wiedervereinigung der Ehepaare.

## Fachliteratur
- Stephan Dressler, Christoph Zink: Pschyrembel Wörterbuch Sexualität. de Gruyter, 2003, ISBN 3-11-016965-7, S. 386.
- Wolfgang Lukas: Anthropologie und Theodizee: Studien zum Moraldiskurs im deutschsprachigen Drama der Aufklärung. Vandenhoeck & Ruprecht, 2005, ISBN 3-525-20841-3, S. 181–183.
- Suzanne G. Frayser, Thomas J. Whitby: Studies in Human Sexuality: A Selected Guide. Libraries Unlimited, 1995, ISBN 1-56308-131-8.